# Liste der Monuments historiques in Saint-Augustin (Seine-et-Marne)
Die Liste der Monuments historiques in Saint-Augustin (Seine-et-Marne) führt die Monuments historiques in der französischen Gemeinde Saint-Augustin auf.

## Liste der Bauwerke
| Bezeichnung             | Beschreibung              | Standort | Kennzeichnung | Schutzstatus | Datum | Bild           |
| ----------------------- | ------------------------- | -------- | ------------- | ------------ | ----- | -------------- |
| Kapelle Sainte-Aubierge | Erbaut im 13. Jahrhundert | (Lage)   | PA00087265    | Inscrit      | 1937  | weitere Bilder |
| Obelisk                 | Erbaut im 18. Jahrhundert | (Lage)   | PA00087266    | Classé       | 1972  | weitere Bilder |

## Liste der Objekte
Zum Verständnis siehe: Kirchenausstattung
- Monuments historiques (Objekte) in Saint-Augustin (Seine-et-Marne) in der Base Palissy des französischen Kultusministeriums